# Aprostoma planifrons
Aprostoma planifrons es una especie de coleóptero de la familia Zopheridae.

## Distribución geográfica
Habita en el Río Níger.